# Liste der Geotope im Ortenaukreis
Diese sortierbare Liste der Geotope im Ortenaukreis enthält die Geotope des baden-württembergischen Landkreises Ortenau, die amtlichen Bezeichnungen für Namen und Nummern sowie deren geographische Lage. Die Geotope sind im Geotop-Kataster Baden-Württemberg dokumentiert und umfassen Aufschlüsse von Gesteinen, Böden, Mineralien und Fossilien sowie besondere Landschaftsteile.

## Liste
Im Landkreis sind 157 Geotope (Stand 27. Dezember 2022) vom Landesamt für Geologie, Rohstoffe und Bergbau (LGRB) ausgewiesen:
| Steckbrief Nr. (PDF) | Name                                                                   | Geotoptyp          | Gemeinde/Stadt, Gemarkung                        | Koordinaten                     | Bild | Bemerkungen |
| -------------------- | ---------------------------------------------------------------------- | ------------------ | ------------------------------------------------ | ------------------------------- | ---- | --- |
| 2575                 | Kammeri Bettlad, Appenweier                                            | Felsblock          | Appenweier Gemarkung Nesselried                  | 48° 31′ 5,1″ N, 8° 1′ 50,5″ O   |      | Geologische Einheit: Granit Status: geschützt (Naturdenkmal Kammeri Bettlad (Granitfindling))                   |
| 2576                 | Wasserfall, Bad Peterstal-Griesbach                                    | Wasserfall         | Bad Peterstal-Griesbach Gemarkung Griesbach      | 48° 26′ 55,5″ N, 8° 15′ 44,1″ O |      | Geologische Einheit: Paragneis Status: geschützt (Naturdenkmal Wasserfall)                                      |
| 2577                 | Wasserfall E von Bad Peterstal-Griesbach                               | Wasserfall         | Bad Peterstal-Griesbach Gemarkung Peterstal      | 48° 25′ 36,6″ N, 8° 14′ 15,2″ O |      | Geologische Einheit: Paragneis Status: geschützt (Naturdenkmal Wasserfall)                                      |
| 2578                 | Hangerer Stein, Biberach                                               | Felsformation      | Biberach                                         | 48° 21′ 23,2″ N, 8° 2′ 53,6″ O  |      | Geologische Einheit: Granit Status: geschützt (Naturdenkmal Hangerer Stein)                                     |
| 2579                 | Rappenfelsen, Durbach                                                  | Felsformation      | Durbach                                          | 48° 27′ 32,7″ N, 8° 4′ 23,5″ O  |      | Geologische Einheit: Paragneis Status: geschützt (Naturdenkmal Rappenfelsen)                                    |
| 2580                 | Katzenstein, Ettenheim-Altdorf                                         | Felsformation      | Ettenheim Gemarkung Altdorf                      | 48° 15′ 53,8″ N, 7° 54′ 14,1″ O |      | Geologische Einheit: Mittlerer Buntsandstein Status: geschützt (Naturdenkmal Katzenstein)                       |
| 2581                 | Großer Hohstein                                                        | Felsformation      | Ettenheim Gemarkung Ettenheimmünster             | 48° 14′ 43,8″ N, 7° 54′ 39,8″ O |      | Geologische Einheit: Mittlerer Buntsandstein Status: geschützt (Naturdenkmal Großer Hohstein)                   |
| 2582                 | Kammeckerfelsen, Fischerbach                                           | Felsformation      | Fischerbach                                      | 48° 19′ 29,2″ N, 8° 7′ 40,2″ O  |      | Geologische Einheit: Gneis Status: geschützt (Naturdenkmal Kammeckerfelsen)                                     |
| 2583                 | Schlangenstein, Fischerbach                                            | Felsformation      | Fischerbach                                      | 48° 19′ 35,5″ N, 8° 8′ 35,9″ O  |      | Geologische Einheit: Granitporphyr Status: geschützt (Naturdenkmal Schlangenstein)                              |
| 2584                 | Hinkelstein, Fischerbach                                               | Felsformation      | Fischerbach                                      | 48° 19′ 28,6″ N, 8° 8′ 31,2″ O  |      | Geologische Einheit: Granitporphyr Status: geschützt (Naturdenkmal Hinkelstein)                                 |
| 2585                 | Zimmerfelsen, Fischerbach                                              | Felsformation      | Fischerbach                                      | 48° 19′ 9,1″ N, 8° 9′ 6,9″ O    |      | Geologische Einheit: Syenit Status: geschützt (Naturdenkmal Zimmerfelsen)                                       |
| 2586                 | Schornfelsen, Fischerbach                                              | Felsformation      | Fischerbach                                      | 48° 18′ 33″ N, 8° 6′ 28,3″ O    |      | Geologische Einheit: Granitporphyr Status: geschützt (Naturdenkmal Schornfelsen)                                |
| 2587                 | Scheibenbergfelsen, Schneidbergfelsen                                  | Felsformation      | Friesenheim                                      | 48° 22′ 42,3″ N, 7° 55′ 8,5″ O  |      | Geologische Einheit: Mittlerer Buntsandstein Status: geschützt (Naturdenkmal Felsengruppe (Scheibenbergfelsen)) |
| 2588                 | Krokodilstein                                                          | Felsformation      | Friesenheim                                      | 48° 22′ 43″ N, 7° 56′ 27,4″ O   |      | Geologische Einheit: Mittlerer Buntsandstein Status: geschützt (Naturdenkmal Krokodilstein)                     |
| 2589                 | Teufelskanzel, Gengenbach                                              | Felsformation      | Gengenbach Gemarkung Reichenbach                 | 48° 24′ 29,9″ N, 8° 2′ 9,2″ O   |      | Geologische Einheit: Aplit> Status: geschützt (Naturdenkmal Teufelskanzel)                                      |
| 2590                 | Katzenstein, Haslach im Kinzigtal                                      | Felsformation      | Haslach im Kinzigtal Gemarkung Bollenbach        | 48° 18′ 41,2″ N, 8° 4′ 39″ O    |      | Geologische Einheit: Gneis> Status: geschützt (Naturdenkmal Katzenstein)                                        |
| 2591                 | Teufelskanzel, Haslach im Kinzigtal                                    | Felsformation      | Haslach im Kinzigtal                             | 48° 16′ 42,3″ N, 8° 6′ 53,1″ O  |      | Geologische Einheit: Gneis> Status: geschützt (Naturdenkmal Teufelskanzel)                                      |
| 2592                 | Hirschfelsen, Haslach im Kinzigtal                                     | Felsformation      | Haslach im Kinzigtal                             | 48° 16′ 26,1″ N, 8° 6′ 38,8″ O  |      | Geologische Einheit: Gneis Status: geschützt (Naturdenkmal Hirschfelsen)                                        |
| 2593                 | Spitzfelsen, Hausach                                                   | Felsformation      | Hausach Gemarkung Einbach                        | 48° 17′ 34″ N, 8° 12′ 9,5″ O    |      | Geologische Einheit: Gneis Status: geschützt (Naturdenkmal Spitzfelsen)                                         |
| 2594                 | Teufelstritt, Hornberg                                                 | Felsformation      | Hausach Gemarkung Hornberg                       | 48° 13′ 5″ N, 8° 13′ 54,9″ O    |      | Geologische Einheit: Granit Status: geschützt (Naturdenkmal Heidebiotop im Sturz)                               |
| 2595                 | Bismarckfelsen, Hornberg                                               | Felsformation      | Hausach Gemarkung Hornberg                       | 48° 12′ 49,1″ N, 8° 13′ 0,9″ O  |      | Geologische Einheit: Granit Status: geschützt                                                                   |
| 2596                 | Uhufelsen, Hornberg                                                    | Felsformation      | Hausach Gemarkung Hornberg                       | 48° 12′ 38,7″ N, 8° 13′ 1,5″ O  |      | Geologische Einheit: Granit Status: geschützt                                                                   |
| 2597                 | Windeckfelsen, Hornberg                                                | Felsformation      | Hausach Gemarkung Hornberg                       | 48° 12′ 31,6″ N, 8° 14′ 42,9″ O |      | Geologische Einheit: Granit Status: geschützt                                                                   |
| 2598                 | Felsenfräulein, Hornberg                                               | Felsformation      | Hausach Gemarkung Hornberg                       | 48° 12′ 2,2″ N, 8° 14′ 1,2″ O   |      | Geologische Einheit: Granit Status: geschützt                                                                   |
| 2599                 | Kanzel, Hornberg                                                       | Felsformation      | Hausach Gemarkung Hornberg                       | 48° 11′ 33,3″ N, 8° 14′ 8,4″ O  |      | Geologische Einheit: Granit Status: geschützt                                                                   |
| 2600                 | Feierabendfelsen, Hornberg                                             | Felsformation      | Hausach Gemarkung Niederwasser                   | 48° 11′ 16″ N, 8° 14′ 11,1″ O   |      | Geologische Einheit: Granit Status: geschützt                                                                   |
| 2601                 | Buchenstein, Hornberg                                                  | Felsformation      | Hausach Gemarkung Reichenbach                    | 48° 13′ 29,1″ N, 8° 15′ 8,4″ O  |      | Geologische Einheit: Granit Status: geschützt                                                                   |
| 2602                 | Apfelfelsen, Hornberg-Reichenbach                                      | Felsformation      | Hausach Gemarkung Reichenbach                    | 48° 12′ 49,6″ N, 8° 16′ 51,9″ O |      | Geologische Einheit: Granit Status: geschützt                                                                   |
| 2603                 | Karlstein, Hornberg                                                    | Felsformation      | Hausach Gemarkung Reichenbach                    | 48° 11′ 49,4″ N, 8° 11′ 5,6″ O  |      | Geologische Einheit: Granit Status: geschützt (Naturdenkmal Karlstein)                                          |
| 2604                 | Dasenstein, Kappelrodeck                                               | Felsformation      | Kappelrodeck                                     | 48° 35′ 42,9″ N, 8° 7′ 23,9″ O  |      | Geologische Einheit: Granit Status: geschützt (Naturdenkmal Dasenstein)                                         |
| 2605                 | Bürstenstein, Kappelrodeck                                             | Felsformation      | Kappelrodeck Gemarkung Waldulm                   | 48° 34′ 21,2″ N, 8° 6′ 59″ O    |      | Geologische Einheit: Granit Status: geschützt (Naturdenkmal Bürstenstein)                                       |
| 2606                 | Stierfelsen, Kappelrodeck                                              | Felsformation      | Kappelrodeck Gemarkung Waldulm                   | 48° 34′ 11,6″ N, 8° 7′ 16,3″ O  |      | Geologische Einheit: Granit Status: geschützt (Naturdenkmal Stierfelsen)                                        |
| 2607                 | Pfennigfelsen, Kappelrodeck                                            | Felsformation      | Kappelrodeck Gemarkung Waldulm                   | 48° 33′ 26,8″ N, 8° 7′ 24,3″ O  |      | Geologische Einheit: Granit Status: geschützt (Naturdenkmal Pfennigfelsen)                                      |
| 2608                 | Pipelistein, Lahr/Schwarzwald                                          | Felsformation      | Lahr/Schwarzwald                                 | 48° 20′ 39″ N, 7° 53′ 36,9″ O   |      | Geologische Einheit: Mittlerer Buntsandstein Status: geschützt                                                  |
| 2609                 | Felsgruppe Steingrabenfelsen (ND), Seelbach                            | Felsformation      | Lahr/Schwarzwald                                 | 48° 19′ 10,3″ N, 7° 55′ 37,2″ O |      | Geologische Einheit: Mittlerer Buntsandstein Status: geschützt                                                  |
| 2610                 | Hirschfelsen, Lauf                                                     | Felsformation      | Lauf (Baden)                                     | 48° 38′ 15,3″ N, 8° 10′ 9,6″ O  |      | Geologische Einheit: Gneis Status: geschützt (Naturdenkmal Hirschfelsen)                                        |
| 2611                 | Rabenfelsen, Lauf                                                      | Felsformation      | Lauf (Baden)                                     | 48° 37′ 36,6″ N, 8° 10′ 30,5″ O |      | Geologische Einheit: Gneis Status: geschützt (Naturdenkmal Rabenfelsen (Grabenfelsen))                          |
| 2612                 | Stümpelfelsen, Lautenbach                                              | Felsformation      | Lautenbach (Ortenaukreis)                        | 48° 31′ 50,8″ N, 8° 6′ 2,2″ O   |      | Geologische Einheit: Granit Status: geschützt                                                                   |
| 2613                 | Teufelsstein, Lautenbach                                               | Felsformation      | Lautenbach (Ortenaukreis)                        | 48° 31′ 41,9″ N, 8° 6′ 0,9″ O   |      | Geologische Einheit: Granit Status: geschützt (Naturdenkmal Teufelstein)                                        |
| 2614                 | Pilatusfelsen, Lautenbach                                              | Felsformation      | Lautenbach (Ortenaukreis)                        | 48° 30′ 29,8″ N, 8° 9′ 25,8″ O  |      | Geologische Einheit: Granit Status: geschützt                                                                   |
| 2615                 | Strudeltöpfe der Rench, Lautenbach                                     | Strudeltopf        | Lautenbach (Ortenaukreis)                        | 48° 30′ 19,5″ N, 8° 8′ 11,9″ O  |      | Geologische Einheit: Granit Status: geschützt                                                                   |
| 2616                 | Grosser Schärtenkopf, Lautenbach                                       | Felsformation      | Lautenbach (Ortenaukreis)                        | 48° 30′ 14″ N, 8° 7′ 20,9″ O    |      | Geologische Einheit: Quarzporphyr Status: geschützt                                                             |
| 2617                 | Otschenfelsen, Lautenbach                                              | Felsformation      | Lautenbach (Ortenaukreis)                        | 48° 29′ 49,2″ N, 8° 7′ 13,7″ O  |      | Geologische Einheit: Granit Status: geschützt                                                                   |
| 2618                 | Fuchsfelsen, Nordrach                                                  | Felsformation      | Nordrach                                         | 48° 26′ 58,3″ N, 8° 7′ 3,3″ O   |      | Geologische Einheit: Mittlerer Buntsandstein Status: geschützt (Naturdenkmal Fuchsfelsen)                       |
| 2619                 | Rabenfels, Nordrach                                                    | Felsformation      | Nordrach                                         | 48° 25′ 49,4″ N, 8° 6′ 27″ O    |      | Geologische Einheit: Gneis Status: geschützt (Naturdenkmal Rabenfels)                                           |
| 2620                 | Katzenstein, Nordrach                                                  | Felsformation      | Nordrach                                         | 48° 24′ 22,4″ N, 8° 4′ 20,7″ O  |      | Geologische Einheit: Granit Status: geschützt (Naturdenkmal Katzenstein)                                        |
| 2621                 | Heidenkirche, Oberharmersbach                                          | Felsformation      | Oberharmersbach                                  | 48° 24′ 40,4″ N, 8° 8′ 37,1″ O  |      | Geologische Einheit: Mittlerer Buntsandstein Status: geschützt (Naturdenkmal Heide-Kirche)                      |
| 2622                 | Katzenstein, Oberharmersbach                                           | Felsformation      | Oberharmersbach                                  | 48° 22′ 31″ N, 8° 7′ 22″ O      |      | Geologische Einheit: Granit Status: geschützt                                                                   |
| 2623                 | Schwalbenstein, Oberkirch                                              | Felsformation      | Oberkirch                                        | 48° 31′ 57,1″ N, 8° 5′ 43,5″ O  |      | Geologische Einheit: Granit Status: geschützt                                                                   |
| 2624                 | Bärfelsen, Oberwolfach                                                 | Felsformation      | Oberwolfach                                      | 48° 21′ 46,1″ N, 8° 11′ 17,9″ O |      | Geologische Einheit: Gneis Status: geschützt (Naturdenkmal Gneisfelsen Bärfelsen)                               |
| 2625                 | Bühlstein, Offenburg-Fessenbach SE oberh. von Albersbach               | Felsformation      | Offenburg Gemarkung Zell-Weierbach               | 48° 27′ 48,8″ N, 7° 59′ 51,1″ O |      | Geologische Einheit: Quarzporphyr Status: geschützt (Naturdenkmal Bühlstein)                                    |
| 2626                 | Teufelskanzel, Offenburg                                               | Felsformation      | Offenburg Gemarkung Zell-Weierbach               | 48° 28′ 27,2″ N, 8° 0′ 9,1″ O   |      | Geologische Einheit: Granit Status: geschützt (Naturdenkmal Teufelskanzel)                                      |
| 2627                 | Felsenschrofen u. Wasserfälle bei Allerheiligen, Oppenau-Lierbach      | Wasserfall         | Oppenau Gemarkung Lierbach                       | 48° 31′ 49,3″ N, 8° 11′ 19″ O   |      | Geologische Einheit: Granit Status: geschützt (Naturdenkmal Felsenschrofen u. Wasserfälle bei Allerheiligen)    |
| 2628                 | Spitzfelsen, Oppenau                                                   | Felsformation      | Oppenau Gemarkung Lierbach                       | 48° 30′ 45,7″ N, 8° 10′ 58,6″ O |      | Geologische Einheit: Granit Status: geschützt (Naturdenkmal Spitzenfelsen)                                      |
| 2629                 | Roter Schliff NW des Schliffkopfs, Oppenau                             | Landschaftselement | Oppenau Gemarkung Lierbach                       | 48° 32′ 15,4″ N, 8° 12′ 31,2″ O |      | Geologische Einheit: Granit bis Unterer Buntsandstein Status: mit geschützt (NSG Schliffkopf)                   |
| 2630                 | Eckenfelsen, Oppenau                                                   | Felsformation      | Oppenau Gemarkung Lierbach                       | 48° 29′ 39,1″ N, 8° 11′ 57,6″ O |      | Geologische Einheit: Quarzporphyr Status: geschützt (Naturdenkmal ND "Eckenfels")                               |
| 2631                 | Granitblöcke, Ortenberg                                                | Felsformation      | Ortenberg                                        | 48° 27′ 12,2″ N, 7° 59′ 11,9″ O |      | Geologische Einheit: Granit Status: geschützt                                                                   |
| 2632                 | Hutstülpen, Ottenhöfen im Schwarzwald                                  | Felsformation      | Ottenhöfen Gemarkung Furschenbach                | 48° 34′ 47,8″ N, 8° 9′ 26,9″ O  |      | Geologische Einheit: Granit Status: geschützt (Naturdenkmal Hutstülpen)                                         |
| 2633                 | Sesselfelsen, Ottenhöfen im Schwarzwald                                | Felsformation      | Ottenhöfen                                       | 48° 33′ 30,4″ N, 8° 7′ 51,6″ O  |      | Geologische Einheit: Quarzporphyr Status: geschützt (Naturdenkmal Sesselfelsen)                                 |
| 2634                 | Breitfelsen, Ottenhöfen im Schwarzwald                                 | Felsformation      | Ottenhöfen                                       | 48° 33′ 10,9″ N, 8° 7′ 40,7″ O  |      | Geologische Einheit: Quarzporphyr Status: geschützt (Naturdenkmal Breitfelsen)                                  |
| 2635                 | Brennte Schrofen, Ottenhöfen im Schwarzwald                            | Felsformation      | Ottenhöfen                                       | 48° 33′ 59,3″ N, 8° 11′ 6,2″ O  |      | Geologische Einheit: Granit Status: geschützt (Naturdenkmal Bürstenschrofen)                                    |
| 2636                 | Rappenschrofen, Ottenhöfen im Schwarzwald                              | Felsformation      | Ottenhöfen                                       | 48° 32′ 56,3″ N, 8° 7′ 34,6″ O  |      | Geologische Einheit: Quarzporphyr Status: geschützt (Naturdenkmal Rappenschrofen)                               |
| 2637                 | Falkenschrofen, Ottenhöfen im Schwarzwald                              | Felsformation      | Ottenhöfen                                       | 48° 33′ 33,6″ N, 8° 11′ 26,6″ O |      | Geologische Einheit: Granit Status: geschützt (Naturdenkmal Falkenschrofen)                                     |
| 2638                 | Bürstenschrofen, Ottenhöfen im Schwarzwald                             | Felsformation      | Ottenhöfen                                       | 48° 32′ 49,4″ N, 8° 10′ 14,7″ O |      | Geologische Einheit: Granit Status: geschützt (Naturdenkmal Bürstenschrofen)                                    |
| 2639                 | Gottschlägtal - Karlsruher Grat, Ottenhöfen im Schwarzwald             | Landschaftselement | Ottenhöfen                                       | 48° 33′ 42,6″ N, 8° 6′ 17,3″ O  |      | Geologische Einheit: Quarzporphyr Status: mit geschützt (NSG Gottschlägtal - Karlsruher Grat)                   |
| 2640                 | Kutzenstein, Renchen                                                   | Felsformation      | Renchen                                          | 48° 34′ 51,7″ N, 8° 5′ 11,6″ O  |      | Geologische Einheit: Granit Status: geschützt                                                                   |
| 2641                 | Taubergießen                                                           | Landschaftselement | Rust (Baden)                                     | 48° 16′ 1,6″ N, 7° 42′ 21″ O    |      | Geologische Einheit: ? Status: mit geschützt (NSG Taubergießen)                                                 |
| 2642                 | Biberkessel-Kar, Sasbach                                               | Kar                | Sasbach Gemarkung Obersasbach                    | 48° 36′ 21,1″ N, 8° 12′ 26,4″ O |      | Geologische Einheit: Mittlerer Buntsandstein Status: mit geschützt (NSG Hornisgrinde-Biberkessel)               |
| 2643                 | Hohfelsen, Seebach                                                     | Felsformation      | Schuttertal Gemarkung Schweighausen              | 48° 35′ 39,7″ N, 8° 11′ 3,1″ O  |      | Geologische Einheit: Granit Status: geschützt (Naturdenkmal Hohfelsen früher Hohenstein)                        |
| 2644                 | Hoher Stein, Schuttertal-Schweighausen                                 | Felsformation      | Schuttertal Gemarkung Schweighausen              | 48° 12′ 34,4″ N, 7° 58′ 22,9″ O |      | Geologische Einheit: Gneis Status: geschützt (Naturdenkmal Hohe Stein, Gneis)                                   |
| 2645                 | Teufelstein, Wolfach                                                   | Felsformation      | Wolfach Gemarkung Kinzigtal                      | 48° 19′ 51,3″ N, 8° 18′ 8,1″ O  |      | Geologische Einheit: Gneis Status: geschützt (Naturdenkmal Teufelsstein)                                        |
| 2646                 | Sahnenfelsen, Wolfach                                                  | Felsformation      | Wolfach Gemarkung Kinzigtal                      | 48° 19′ 1,3″ N, 8° 15′ 55,8″ O  |      | Geologische Einheit: Gneis Status: geschützt (Naturdenkmal Salmenfelsen)                                        |
| 2647                 | Dohlenbachwasserfall, Wolfach                                          | Wasserfall         | Wolfach Gemarkung Kinzigtal                      | 48° 17′ 59,1″ N, 8° 18′ 24,7″ O |      | Geologische Einheit: Gneis Status: geschützt (Naturdenkmal Dohlenbachwasserfall)                                |
| 2648                 | Rappensteinfelsen, Wolfach                                             | Felsformation      | Wolfach Gemarkung Kirnbach                       | 48° 15′ 1,2″ N, 8° 14′ 38″ O    |      | Geologische Einheit: Granit Status: geschützt (Naturdenkmal Rappensteinfelsen)                                  |
| 2649                 | Köpflefelsen, Wolfach                                                  | Felsformation      | Wolfach                                          | 48° 17′ 48,1″ N, 8° 13′ 25,9″ O |      | Geologische Einheit: Gneis Status: geschützt (Naturdenkmal Gneisfelsen "Käpflefelsen")                          |
| 2650                 | Rappenfels, Wolfach                                                    | Felsformation      | Wolfach                                          | 48° 17′ 49,8″ N, 8° 13′ 45,3″ O |      | Geologische Einheit: Gneis Status: geschützt (Naturdenkmal Gneisfelsen "Rappenfels")                            |
| 2651                 | St. Michaelsfelsen, Zell am Harmersbach-Unterharmersbach               | Felsformation      | Zell am Harmersbach Gemarkung Unterharmersbach   | 48° 21′ 42,8″ N, 8° 5′ 57,3″ O  |      | Geologische Einheit: Granit Status: geschützt (Naturdenkmal St. Michaelsfelsen)                                 |
| 2652                 | Grosser Felsen, Zell am Harmersbach                                    | Felsformation      | Zell am Harmersbach Gemarkung Unterentersbach    | 48° 20′ 15,8″ N, 8° 2′ 48″ O    |      | Geologische Einheit: Gneis Status: geschützt (Naturdenkmal Großer Felsen)                                       |
| 2653                 | Teufelskanzel                                                          | Felsformation      | Ettenheim Gemarkung Ettenheimmünster             | Koordinaten fehlen! Hilf mit.   |      | Geologische Einheit: ? Status: geschützt (Naturdenkmal Teufelskanzel)                                           |
| 2654                 | Kleiner Hohstein                                                       | Felsformation      | Ettenheim Gemarkung Ettenheimmünster             | Koordinaten fehlen! Hilf mit.   |      | Geologische Einheit: ? Status: geschützt (Naturdenkmal Kleiner Hohstein)                                        |
| 2655                 | Waldsteinfelsen                                                        | Felsformation      | Fischerbach                                      | 48° 19′ 23,6″ N, 8° 8′ 18,6″ O  |      | Geologische Einheit: ? Status: geschützt (Naturdenkmal Ruine Waldstein)                                         |
| 2656                 | Heiliger Brunnen                                                       | Quelle             | Haslach im Kinzigtal                             | 48° 16′ 11,9″ N, 8° 6′ 14,7″ O  |      | Geologische Einheit: ? Status: geschützt (Naturdenkmal Heiliger Brunnen)                                        |
| 2657                 | Honauer Gießen                                                         | Landschaftselement | Kehl                                             | 48° 38′ 27″ N, 7° 51′ 37″ O     |      | Geologische Einheit: ? Status: geschützt (Naturdenkmal Honauer Gießen)                                          |
| 2658                 | Hahnenstein                                                            | Felsformation      | Zell am Harmersbach Gemarkung Unterharmersbach   | 48° 20′ 27,6″ N, 8° 8′ 3,1″ O   |      | Geologische Einheit: ? Status: geschützt (Naturdenkmal Hahnenstein)                                             |
| 2659                 | Kar N der Lettstetter Höhe ca. 2000 m S von Bad Griesbach              | Kar                | Bad Peterstal-Griesbach Gemarkung Griesbach      | 48° 26′ 19,8″ N, 8° 15′ 25,1″ O |      | Geologische Einheit: Unterer Buntsandstein                                                                      |
| 2660                 | Lössaufschluss in Altdorf (Anwesen Mahlbergstr. 30)                    | Aufschluss         | Ettenheim Gemarkung Altdorf                      | 48° 16′ 7,1″ N, 7° 48′ 48,9″ O  |      | Geologische Einheit: Löss                                                                                       |
| 2661                 | Hohlweg Kahlenberggasse S von Ettenheim                                | Hohlweg            | Ettenheim                                        | 48° 14′ 52″ N, 7° 48′ 31,2″ O   |      | Geologische Einheit: Löss                                                                                       |
| 2662                 | Strassenböschung E von Ettenheim-Ettenheimmünster                      | Aufschluss         | Ettenheim Gemarkung Ettenheimmünster             | 48° 14′ 26,2″ N, 7° 53′ 24,1″ O |      | Geologische Einheit: Grenze Grundgebirge Deckgebirge                                                            |
| 2663                 | Böschungsaufschluss E von Wallburg                                     | Aufschluss         | Ettenheim Gemarkung Wallburg                     | 48° 15′ 53,9″ N, 7° 51′ 48,6″ O |      | Geologische Einheit: Löss                                                                                       |
| 2664                 | Aufg. Steinbruch E von Oberweier                                       | Aufschluss         | Friesenheim                                      | 48° 22′ 38,2″ N, 7° 54′ 46,7″ O |      | Geologische Einheit: Unterer Buntsandstein                                                                      |
| 2665                 | Aufg. Steinbruch SSW von Diersburg                                     | Aufschluss         | Friesenheim Gemarkung Oberschopfheim             | 48° 23′ 17,3″ N, 7° 55′ 46,6″ O |      | Geologische Einheit: Unterer Buntsandstein                                                                      |
| 2666                 | Löss-Aufschluss im Ortsbereich von Oberschopfheim                      | Aufschluss         | Friesenheim Gemarkung Oberschopfheim             | 48° 23′ 45,4″ N, 7° 54′ 1,5″ O  |      | Geologische Einheit: Löss                                                                                       |
| 2667                 | Aufg. Steinbruch NW von Nordrach, Gengenbach-Reichenbach               | Aufschluss         | Gengenbach Gemarkung Reichenbach                 | 48° 25′ 55,7″ N, 8° 4′ 41,8″ O  |      | Geologische Einheit: Quarzporphyr                                                                               |
| 2668                 | Aufgelassener Steinbruch SSO von Diersburg, Hohberg                    | Aufschluss         | Hohberg Gemarkung Diersburg                      | 48° 22′ 44,7″ N, 7° 56′ 52,9″ O |      | Geologische Einheit: Quarzporphyr                                                                               |
| 2669                 | Böschungsaufschluss W von Oberhippensbach, Hornberg                    | Aufschluss         | Hornberg Gemarkung Niederwasser                  | 48° 9′ 50,9″ N, 8° 13′ 28,8″ O  |      | Geologische Einheit: Granit                                                                                     |
| 2670                 | Aufg. Steinbruch Bobenholz ca. 2200 m S von Kappelrodeck               | Aufschluss         | Kappelrodeck                                     | 48° 34′ 20,3″ N, 8° 7′ 17,6″ O  |      | Geologische Einheit: Granit                                                                                     |
| 2671                 | Lösshohlweg E von Kippenheim                                           | Hohlweg            | Kippenheim                                       | 48° 17′ 39,6″ N, 7° 49′ 47,4″ O |      | Geologische Einheit: Löss                                                                                       |
| 2672                 | Wegböschung an der Haselstaude SSW von Sulz                            | Aufschluss         | Kippenheim                                       | 48° 17′ 32,9″ N, 7° 51′ 0,3″ O  |      | Geologische Einheit: Unterer Muschelkalk                                                                        |
| 2673                 | Aufgelassener Steinbruch SW von Kippenheim-Schmieheim                  | Aufschluss         | Kippenheim Gemarkung Schmieheim                  | 48° 16′ 33″ N, 7° 51′ 0,2″ O    |      | Geologische Einheit: Oberer Muschelkalk                                                                         |
| 2674                 | Aufg. Sandgrube (Steinbruch) bei Ottenhöfen-Blaubronn, Kappelrodeck    | Aufschluss         | Kappelrodeck Gemarkung Waldulm                   | 48° 33′ 56,9″ N, 8° 7′ 24,1″ O  |      | Geologische Einheit: Granit                                                                                     |
| 2675                 | Aufgelassener Steinbruch Gewann Schnabler, Lahr/Schwarzwald-Dinglingen | Aufschluss         | Lahr/Schwarzwald                                 | 48° 20′ 50,3″ N, 7° 50′ 45,7″ O |      | Geologische Einheit: Kalksandstein                                                                              |
| 2676                 | Aufg. Steinbruch NE von Kuhbach bei Lahr/Schwarzwald                   | Aufschluss         | Lahr/Schwarzwald Gemarkung Kuhbach               | 48° 20′ 12,3″ N, 7° 55′ 4,4″ O  |      | Geologische Einheit: Unterer Buntsandstein                                                                      |
| 2677                 | Lösshohlweg W von Lahr-Sulz                                            | Hohlweg            | Lahr/Schwarzwald Gemarkung Sulz                  | 48° 18′ 34,6″ N, 7° 51′ 18,3″ O |      | Geologische Einheit: Löss                                                                                       |
| 2678                 | Felsgruppen am Schlossbühl SE von Lahr-Sulz                            | Felsformation      | Lahr/Schwarzwald Gemarkung Sulz                  | 48° 17′ 54,7″ N, 7° 53′ 18,1″ O |      | Geologische Einheit: Mittlerer Buntsandstein                                                                    |
| 2679                 | Böschungsaufschluss E von Sulz                                         | Aufschluss         | Lahr/Schwarzwald Gemarkung Sulz                  | 48° 18′ 31,8″ N, 7° 52′ 1,1″ O  |      | Geologische Einheit: Unterer Buntsandstein                                                                      |
| 2680                 | Aufg. Steinbruch W von Langenhard                                      | Aufschluss         | Lahr/Schwarzwald Gemarkung Sulz                  | 48° 18′ 43,7″ N, 7° 52′ 52,8″ O |      | Geologische Einheit: Mittlerer Buntsandstein                                                                    |
| 2681                 | Aufg. Steinbruch N Glashütte, Lauf                                     | Aufschluss         | Lauf                                             | 48° 37′ 56,8″ N, 8° 10′ 39,9″ O |      | Geologische Einheit: Gneis                                                                                      |
| 2682                 | Schwerspatgänge am Sulzbach E von Oberkirch                            | Aufschluss         | Lautenbach                                       | 48° 30′ 48,2″ N, 8° 9′ 20,6″ O  |      | Geologische Einheit: Schwerspat                                                                                 |
| 2683                 | Schloss Mahlberg, Mahlberg                                             | Landschaftselement | Mahlberg                                         | 48° 17′ 14″ N, 7° 48′ 38,6″ O   |      | Geologische Einheit: Basalt                                                                                     |
| 2684                 | Strassenböschung in Nordrach                                           | Aufschluss         | Nordrach                                         | 48° 25′ 48,3″ N, 8° 7′ 32,5″ O  |      | Geologische Einheit: Rotliegend                                                                                 |
| 2685                 | Aufg. Tagebau der Grube Clara, Oberwolfach                             | Bergwerk           | Oberwolfach                                      | 48° 22′ 56″ N, 8° 14′ 21″ O     |      | Geologische Einheit: Schwerspat                                                                                 |
| 2686                 | Böcklinfels N von Ohlsbach, Offenburg                                  | Felsformation      | Offenburg Gemarkung Zell-Weierbach               | 48° 27′ 47,5″ N, 8° 0′ 29,8″ O  |      | Geologische Einheit: Granit                                                                                     |
| 2687                 | Aufg. Steinbruch, Offenburg-Zunsweier                                  | Aufschluss         | Offenburg Gemarkung Zunsweier                    | 48° 25′ 1″ N, 7° 56′ 5,1″ O     |      | Geologische Einheit: Mittlerer Buntsandstein                                                                    |
| 2688                 | Aufg. Steinbruch W von Hinterohlsbach, Ohlsbach                        | Aufschluss         | Ohlsbach                                         | 48° 27′ 11,2″ N, 8° 0′ 15,7″ O  |      | Geologische Einheit: Quarzporphyr                                                                               |
| 2689                 | Aufg. Steinbruch NE von Oppenau                                        | Aufschluss         | Oppenau Gemarkung Lierbach                       | 48° 29′ 46,4″ N, 8° 10′ 47,4″ O |      | Geologische Einheit: Quarzporphyr                                                                               |
| 2690                 | Natürliche Felsmauer E vom Hirschkopf, Oppenau                         | Felsformation      | Oppenau Gemarkung Lierbach                       | 48° 31′ 55,9″ N, 8° 12′ 5,2″ O  |      | Geologische Einheit: Granit                                                                                     |
| 2691                 | Böschung am Ruliskopf S von Lierbach, Oppenau                          | Aufschluss         | Oppenau Gemarkung Lierbach                       | 48° 30′ 9,2″ N, 8° 10′ 24,6″ O  |      | Geologische Einheit: Rotliegend                                                                                 |
| 2692                 | Böschungsaufschluss beim Steckeneckle, Oppenau                         | Aufschluss         | Oppenau Gemarkung Lierbach                       | 48° 30′ 16,6″ N, 8° 12′ 33,6″ O |      | Geologische Einheit: Rotliegend                                                                                 |
| 2693                 | Aufg. Steinbruch SE von Ortenberg                                      | Aufschluss         | Ortenberg                                        | 48° 26′ 23,4″ N, 7° 58′ 42,7″ O |      | Geologische Einheit: Granit                                                                                     |
| 2694                 | Aufg. Steinbruch Furschenbach, Ottenhöfen im Schwarzwald               | Aufschluss         | Ottenhöfen im Schwarzwald Gemarkung Furschenbach | 48° 34′ 44,1″ N, 8° 8′ 13,8″ O  |      | Geologische Einheit: Granit                                                                                     |
| 2695                 | Aufg. Steinbruch im Simmersbachtal, Ottenhöfen im Schwarzwald          | Aufschluss         | Ottenhöfen im Schwarzwald                        | 48° 33′ 28,6″ N, 8° 8′ 5,8″ O   |      | Geologische Einheit: Quarzporphyr                                                                               |
| 2696                 | Steinbruch E Ottenhöfen-Unterwasser, Ottenhöfen im Schwarzwald         | Aufschluss         | Ottenhöfen im Schwarzwald                        | 48° 33′ 22,5″ N, 8° 9′ 42,4″ O  |      | Geologische Einheit: Granit                                                                                     |
| 2697                 | Aufg. Eisenerzabbau Kahlenberg, Ringsheim                              | Aufschluss         | Ringsheim                                        | 48° 14′ 25,2″ N, 7° 46′ 57,8″ O |      | Geologische Einheit: Murchisonaeoolith-Formation                                                                |
| 2698                 | Aufgelassener Steinbruch NE von Sasbachwalden                          | Aufschluss         | Sasbachwalden                                    | 48° 37′ 26,2″ N, 8° 8′ 12″ O    |      | Geologische Einheit: Granit                                                                                     |
| 2699                 | Gaishölle E von Sasbachwalden                                          | Schlucht           | Sasbachwalden                                    | 48° 37′ 2,7″ N, 8° 8′ 30,4″ O   |      | Geologische Einheit: Granit                                                                                     |
| 2700                 | Karmulde Großes Muhr ca. 1300 m S von Unterstmatt                      | Kar                | Sasbachwalden                                    | 48° 37′ 1,8″ N, 8° 12′ 21,9″ O  |      | Geologische Einheit: Unterer Buntsandstein                                                                      |
| 2701                 | Kar am NW-Steilhang des Hundsrückens ca. 1500 m SE von Unterstmatt     | Kar                | Sasbachwalden                                    | 48° 37′ 6,2″ N, 8° 13′ 28,7″ O  |      | Geologische Einheit: Unterer Buntsandstein                                                                      |
| 2702                 | Aufg. Steinbruch SE vom Hinteren Geisberg, Schuttertal                 | Aufschluss         | Schuttertal Gemarkung Schweighausen              | 48° 14′ 51,1″ N, 7° 59′ 47,4″ O |      | Geologische Einheit: Quarzporphyr                                                                               |
| 2703                 | Böschungsaufschluss Schwarzwaldhochstrasse S vom Seibelseckle, Seebach | Aufschluss         | Seebach                                          | 48° 35′ 6,1″ N, 8° 12′ 54,4″ O  |      | Geologische Einheit: Grenze Grundgebirge Deckgebirge                                                            |
| 2704                 | Mummelsee an der Schwarzwaldhochstraße                                 | Landschaftselement | Seebach                                          | 48° 35′ 52,1″ N, 8° 12′ 3″ O    |      | Geologische Einheit: Mittlerer Buntsandstein                                                                    |
| 2705                 | Ruhesteinloch ca. 300 m NNW vom Ruhestein                              | Kar                | Seebach                                          | 48° 33′ 47,5″ N, 8° 13′ 5,4″ O  |      | Geologische Einheit: Unterer Buntsandstein                                                                      |
| 2706                 | Aufg. Steinbruch NE von Seelbach                                       | Aufschluss         | Seelbach Gemarkung Schönberg                     | 48° 19′ 26,8″ N, 7° 57′ 41,2″ O |      | Geologische Einheit: Quarzporphyr                                                                               |
| 2707                 | Aufgelassener Steinbruch SE von Hohengeroldseck, Seelbach              | Aufschluss         | Seelbach Gemarkung Schönberg                     | 48° 19′ 26″ N, 7° 59′ 10,5″ O   |      | Geologische Einheit: Quarzporphyr                                                                               |
| 2708                 | Aufg. Steinbruch im oberen Litschental östl. von Schmieheim            | Aufschluss         | Seelbach                                         | 48° 16′ 41,6″ N, 7° 54′ 34,9″ O |      | Geologische Einheit: Quarzporphyr                                                                               |